# Faucon-de-Barcelonnette
Faucon-de-Barcelonnette est une commune française située dans le département des Alpes-de-Haute-Provence, en région Provence-Alpes-Côte d'Azur.
Le nom de ses habitants est Fauconnais, en valéian : lous Foucounencs[réf. non conforme].

## Géographie

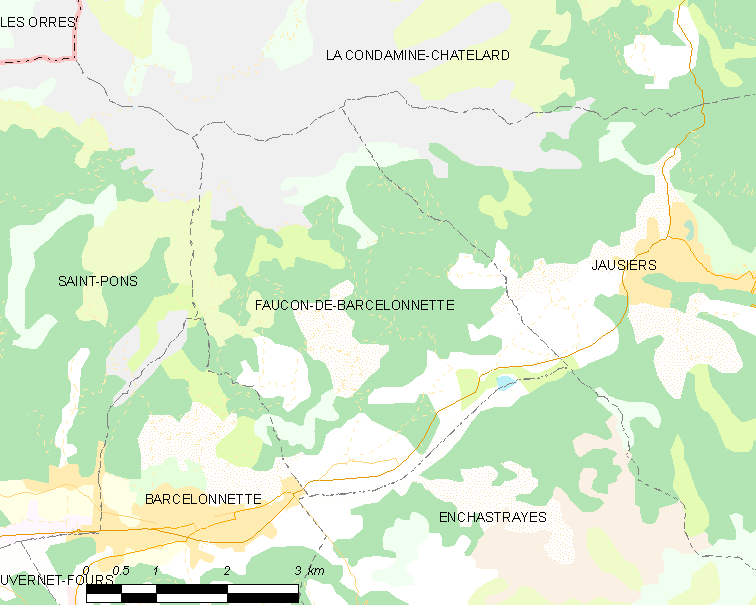
Faucon-de-Barcelonnette et les communes voisines (Cliquez sur la carte pour accéder à une grande carte avec la légende).

La commune occupe un adret dans la vallée de l’Ubaye orientée est-ouest ; le village est lui implanté dans la partie la plus large de la vallée : au total, Faucon-de-Barcelonnette, comme les communes proches de Barcelonnette et Saint-Pons occupe la situation la plus favorable de toute la vallée. De plus, le village est construit sur le cône de déjection du torrent de Faucon, ce qui le surélève légèrement et le protège des crues de l’Ubaye,.

### Communes limitrophes
Les communes limitrophes de Faucon-de-Barcelonnette sont La Condamine-Châtelard (au nord et de l’autre côté des crêtes situées à près de 3 000 m), Jausiers à l’Est, Enchastrayes au Sud, Barcelonnette et Saint-Pons à l’Ouest.

### Géologie
Lors des deux dernières grandes glaciations, la glaciation de Riss et la glaciation de Würm, la vallée de l’Ubaye est occupée par le glacier. Les sommets des crêtes n’ont jamais été recouverts.

### Relief
La commune occupe seulement une partie de l’adret de la vallée de l'Ubaye, du lit de la rivière jusqu’aux sommets, culminant à près de 3 000 m d’altitude. La rivière Ubaye entre dans la commune à moins de 1 190 m d’altitude et en sort un peu en dessous de l’altitude de 1 150 m.
Les deux sommets de Faucon-de-Barcelonnette sont :
- la Chalanche, à 2 984 m ;
- la Tête de Frusta, à 2 926 m.

### Hydrographie
L’hydrographie de Faucon-de-Barcelonnette est très simple à décrire :
- l’Ubaye est le torrent qui draine toute la vallée ;
- Faucon-de-Barcelonnette est situé en rive droite : des torrents dévalent les pentes pour se jeter dans l’Ubaye, dont les principaux sont les torrents du Bourget et de Faucon.

### Environnement
La commune compte 711 ha de bois et forêts, soit 41 % de sa superficie.

### Hameaux
Les hameaux sont :
- Châtelaret ;
- la Grangeasse ;
- Domaine de Bérard ;
- les Maisonnettes ;
- Le Bourget ;
- l’Argile ;
- les Bouzoulières ;
- la Fabrique ;
- Plan la croix ;
- Saint-Flavi ;
- Guillem Maurin ;

### Transports
À 1 185 mètres d’altitude, Faucon est situé un peu à l'écart de la route départementale RD 900, à laquelle il est relié par la RD 709. Le village se trouve à seulement 3 km de Barcelonnette, la sous-préfecture et capitale de la vallée de l'Ubaye.
Un pont traverse l’Ubaye à Faucon-de-Barcelonnette en direction du Villard de Faucon, qui malgré son nom est situé dans la commune d’Enchastrayes.

### Risques naturels et technologiques
Aucune des 200 communes du département n'est en zone de risque sismique nul. Le canton de Barcelonnette auquel appartient Faucon-de-Barcelonnette est en zone 1b (sismicité faible) selon la classification déterministe de 1991, basée sur les séismes historiques, et en zone 4 (risque moyen) selon la classification probabiliste EC8 de 2011. La commune de Faucon-de-Barcelonnette est également exposée à quatre autres risques naturels :
- avalanche ;
- feu de forêt ;
- inondation (dans la vallée de l'Ubaye) ;
- mouvement de terrain.

La commune de Faucon-de-Barcelonnette est également exposée à un risque d’origine technologique, celui de transport de matières dangereuses par route. La départementale RD 900 (ancienne route nationale 100) peut être empruntée par les transports routiers de marchandises dangereuses.
Le plan de prévention des risques naturels prévisibles (PPR) de la commune a été approuvé en 2005 pour les risques d’inondation, de mouvement de terrain et d’avalanche et le Dicrim n’existe pas.
La commune a été l’objet de plusieurs arrêtés de catastrophe naturelle, pour des inondations et des coulées de boue en 2008, et en 2003 pour des mouvements de terrain. La liste des tremblements de terre d’une intensité macro-sismique ressentie supérieure à V sur l’échelle MSK (dormeurs réveillés, chutes d’objets) suit (les intensités indiquées sont celles ressenties dans la commune, l’intensité peut être plus forte à l’épicentre) :
- le séisme du 19 mars 1935, d’une intensité ressentie à Faucon-de-Barcelonnette de VII (provoquant des dégâts) et dont l’épicentre était situé à Saint-Clément-sur-Durance[13],
- du 17 février 1949, avec une intensité macro-sismique de V et Barcelonnette pour épicentre[14] ;
- du 20 juin 1955, avec une intensité macro-sismique de V un épicentre situé en Italie[15] ;
- du 5 avril 1959, avec une intensité macro-sismique de VI et demi un épicentre situé à Saint-Paul-sur-Ubaye[16] ;
- du 31 octobre 1997, avec une intensité de IV et Prads-Haute-Bléone pour épicentre[17].

### Toponymie
La localité apparaît pour la première fois dans les textes en 1147 (de Falcho), nom dérivé d’un nom propre germanique, Falco. Le village est appelé Foucoun en valéian[réf. non conforme],.
En 1932, la commune prend le nom de Faucon-sur-Ubaye, puis de Faucon-de-Barcelonnette en 1943.

### Climat
Pour des articles plus généraux, voir Climat de Provence-Alpes-Côte d'Azur et Climat des Alpes-de-Haute-Provence.
En 2010, le climat de la commune est de type climat des marges montargnardes, selon une étude du Centre national de la recherche scientifique s'appuyant sur une série de données couvrant la période 1971-2000. En 2020, Météo-France publie une typologie des climats de la France métropolitaine dans laquelle la commune est exposée à un climat de montagne ou de marges de montagne et est dans la région climatique  Alpes du sud, caractérisée par une pluviométrie annuelle de 850 à 1 000 mm, minimale en été. 
Pour la période 1971-2000, la température annuelle moyenne est de 8,4 °C, avec une amplitude thermique annuelle de 16,9 °C. Le cumul annuel moyen de précipitations est de 950 mm, avec 6 jours de précipitations en janvier et 6,3 jours en juillet. Pour la période 1991-2020, la température moyenne annuelle observée sur la station météorologique installée sur la commune est de 8,2 °C et le cumul annuel moyen de précipitations est de 694,3 mm. 
La température maximale relevée sur cette station est de 36,7 °C, atteinte le 28 juin 2019 ; la température minimale est de −25 °C, atteinte le 10 février 1986,,. 
| Mois                                  | jan.             | fév.           | mars           | avril          | mai             | juin          | jui.          | août          | sep.          | oct.          | nov.             | déc.            | année     |
| ------------------------------------- | ---------------- | -------------- | -------------- | -------------- | --------------- | ------------- | ------------- | ------------- | ------------- | ------------- | ---------------- | --------------- | --------- |
| Température minimale moyenne (°C)     | −7,9             | −7,3           | −3,6           | −0,3           | 3,4             | 6,5           | 8,4           | 8             | 4,9           | 1,4           | −2,9             | −6,7            | 0,3       |
| Température moyenne (°C)              | −0,8             | 0,4            | 4,3            | 7,4            | 11,4            | 15,1          | 17,4          | 17,1          | 13,1          | 9             | 3,7              | −0,2            | 8,2       |
| Température maximale moyenne (°C)     | 6,2              | 8              | 12,3           | 15,1           | 19,3            | 23,7          | 26,3          | 26,1          | 21,4          | 16,5          | 10,2             | 6,3             | 15,9      |
| Record de froid (°C) date du record   | −24,8 14.01.1966 | −25 10.02.1986 | −20 06.03.1971 | −11,4 08.04.21 | −7,4 06.05.19   | −4,1 04.06.01 | −0,1 16.07.00 | −2,5 31.08.10 | −5,4 27.09.20 | −13 29.10.12  | −18,5 30.11.1973 | −23,6 18.12.10  | −25 1986  |
| Record de chaleur (°C) date du record | 17,6 19.01.07    | 20,5 24.02.20  | 24 18.03.1993  | 27,7 08.04.11  | 30,5 25.05.1931 | 36,7 28.06.19 | 34,9 07.07.15 | 35,7 23.08.23 | 32,1 05.09.06 | 28,3 08.10.23 | 21,4 10.11.15    | 17,1 11.12.1978 | 36,7 2019 |
| Précipitations (mm)                   | 43,6             | 33,3           | 41,6           | 59,5           | 64,1            | 57,2          | 49,4          | 49,2          | 63,7          | 84,5          | 88,3             | 59,9            | 694,3     |

| Diagramme climatique                                  |           |              |              |             |             |             |           |             |             |              |             |
| J                                                     | F         | M            | A            | M           | J           | J           | A         | S           | O           | N            | D           |
| 6,2−7,943,6                                           | 8−7,333,3 | 12,3−3,641,6 | 15,1−0,359,5 | 19,33,464,1 | 23,76,557,2 | 26,38,449,4 | 26,1849,2 | 21,44,963,7 | 16,51,484,5 | 10,2−2,988,3 | 6,3−6,759,9 |
| Moyennes : • Temp. maxi et mini °C • Précipitation mm |           |              |              |             |             |             |           |             |             |              |             |

Les paramètres climatiques de la commune ont été estimés pour le milieu du siècle (2041-2070) selon différents scénarios d'émission de gaz à effet de serre à partir des nouvelles projections climatiques de référence DRIAS-2020. Ils sont consultables sur un site dédié publié par Météo-France en novembre 2022.

## Urbanisme

### Typologie
Au 1er janvier 2024, Faucon-de-Barcelonnette est catégorisée commune rurale à habitat dispersé, selon la nouvelle grille communale de densité à 7 niveaux définie par l'Insee en 2022.
Elle est située hors unité urbaine. Par ailleurs la commune fait partie de l'aire d'attraction de Barcelonnette, dont elle est une commune de la couronne,. Cette aire, qui regroupe 11 communes, est catégorisée dans les aires de moins de 50 000 habitants,.

### Occupation des sols
L'occupation des sols de la commune, telle qu'elle ressort de la base de données européenne d’occupation biophysique des sols Corine Land Cover (CLC), est marquée par l'importance des forêts et milieux semi-naturels (72,9 % en 2018), en diminution par rapport à 1990 (80,3 %). La répartition détaillée en 2018 est la suivante : 
forêts (43,9 %), espaces ouverts, sans ou avec peu de végétation (20,7 %), zones agricoles hétérogènes (20 %), milieux à végétation arbustive et/ou herbacée (8,3 %), prairies (7,1 %).
L'évolution de l’occupation des sols de la commune et de ses infrastructures peut être observée sur les différentes représentations cartographiques du territoire : la carte de Cassini (XVIIIe siècle), la carte d'état-major (1820-1866) et les cartes ou photos aériennes de l'IGN pour la période actuelle (1950 à aujourd'hui).

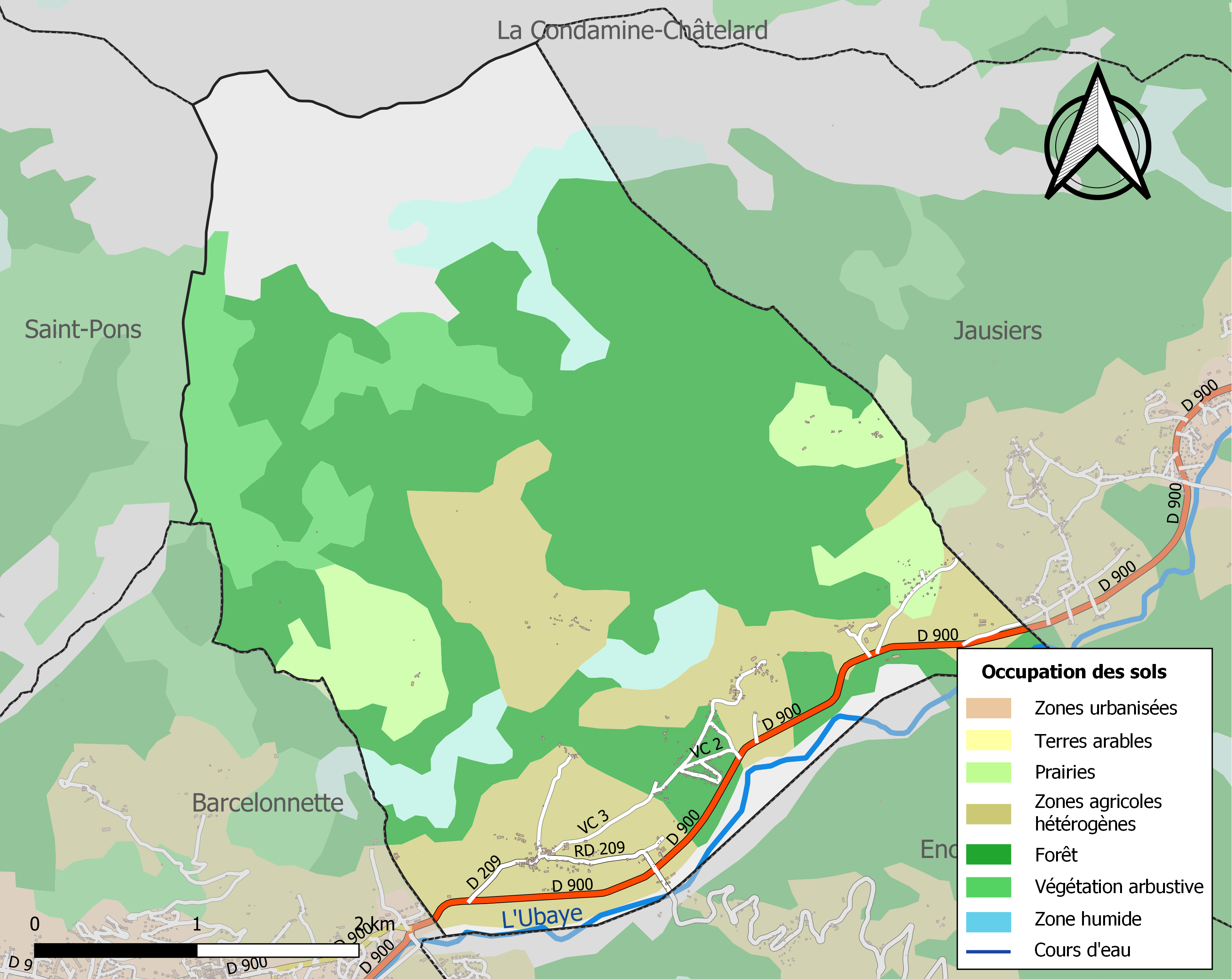
Carte de l'occupation des sols de la commune en 2018 (CLC).

## Histoire

### Antiquité et Moyen Âge
,Des tombes de l’âge du bronze ont été découvertes au XIXe siècle .
De nombreux auteurs estiment que le siège de Rigomagus, civitas citée vers l'an 400 et dont l’étendue correspond à la moyenne vallée de l’Ubaye, se trouvait à l’emplacement du village actuel, bien que les preuves absolues fassent défaut. Parmi les nombreux éléments qui peuvent le laisser penser, figure la découverte faite place de la Mairie en 1989. Des éléments antiques ont été découverts dans le village et aux abords : vestiges de structures bâties, peut-être des thermes, corniche et chapiteau de marbre venant d’un bâtiment à vocation publique, sarcophage du IVe siècle avec l’inscription aux Diis manibus, monnaies, céramiques et une statuette en bronze. Par la suite, une église a été construite sur cet emplacement, avec quelques tombes creusées au chevet.
Parmi les autres hypothèses émises attendant des confirmations, celle d’un évêché de l’Antiquité tardive installé temporairement à Faucon-de-Barcelonnette, qui est toutefois discutée, plusieurs éléments orientant les historiens vers une christianisation tardive de la vallée, au début du Moyen Âge. Une inscription funéraire chrétienne découverte au XIXe siècle est datée du Ve siècle ou VIe siècle,.
Toujours place de la mairie, l’abside et les absidioles d’une chapelle ont été fouillées. Cette église est construite alors que la vallée de l’Ubaye appartenait à l’abbaye bénédictine Saint-Pierre de Novalaise. Elle témoigne de l’époque où les constructeurs d’église de Provence faisaient des essais qui ont abouti à la définition de l’art roman provençal.
Au Moyen Âge, Faucon est un quartier de Barcelonnette
 mais reste un castrum fortifié, donc conserve une certaine importance, grâce à la résidence des archevêques d’Embrun dans la vallée. La prospérité de la communauté se manifeste dans les aménagements de l’église place de la Mairie, et dans l’installation de l’ordre de Chalais au XIVe siècle par les moines de Lavercq. Les archevêques d’Embrun et les comtes de Provence se disputaient la seigneurie et les droits de justice, chacun possédant une cour et une prison. Les Guiramnad eurent une partie de la seigneurie.
La Peste noire touche durement Faucon au milieu du XIVe siècle : en témoigne l’abandon de l’église fouillée place de la mairie et du monastère chalaisien.

### Temps modernes
Au XVIIe siècle, le village est par deux fois détruit par un incendie, en 1628 et 1691.

### Révolution française
Faucon devient une commune autonome en 1790. Faucon conserve son appellation ; Saint-Pons devient Jolival ; Le Châtelard devient Rochersec ; Saint-Ours devient Meyronnes, Saint-Paul devient Mont ; Saint-Vincent devient Mont-Rocher.

### Époque contemporaine
Le coup d'État du 2 décembre 1851 commis par Louis-Napoléon Bonaparte contre la Deuxième République provoque un soulèvement armé dans les Basses-Alpes, en défense de la Constitution. Après l’échec de l’insurrection, une sévère répression poursuit ceux qui se sont levés pour défendre la République : Faucon-de-Barcelonnette, avec deux habitants traduits devant la commission mixte, a résisté mais est relativement peu touchée.
Comme de nombreuses communes du département, Faucon se dote d’écoles bien avant les lois Jules Ferry : en 1863, elle compte déjà deux écoles dispensant une instruction primaire aux garçons, mais pas aux filles : la commune n’est concernée ni par la loi Falloux (1851) qui impose l’ouverture d’une école de filles dans les communes de plus de 800 habitants, ni par la première loi Duruy (1867) qui abaisse ce seuil à 500 habitants. Une école de filles est cependant ouverte avant 1873. La deuxième loi Duruy (1877) permet à la municipalité, grâce aux subventions de l’État, de construire un bâtiment neuf pour l’école du chef-lieu.
La commune de Faucon est durement touchée par la Première Guerre mondiale. Une souscription publique est lancée afin de financer la construction du monument aux morts. Une autre souscription, de fin 1919 à 1921, a lieu dans toute la vallée de l'Ubaye et permet de financer un monument aux 509 morts de la vallée, érigé à Barcelonnette par Paul Landowski.
L’école communale est fermée en 1990.

## Héraldique
| Blason de Faucon-de-Barcelonnette | Blason  | D'argent à une montagne au naturel à dextre, contournant une rivière du même à senestre, à l'inscription en chef FAUCON en lettres capitales de sinople. |
| Blason de Faucon-de-Barcelonnette | Détails | Le statut officiel du blason reste à déterminer. |

## Économie

### Aperçu général
En 2009, la population active s’élevait à 136 personnes, dont quatre chômeurs
. Ces travailleurs sont majoritairement salariés (69 %) et travaillent majoritairement hors de la commune (81 %).

### Agriculture
Fin 2010, le secteur primaire (agriculture, sylviculture, pêche) comptait huit établissements actifs au sens de l’Insee (exploitants non-professionnels inclus) et aucun emploi salarié.
Le nombre d’exploitations professionnelles, selon l’enquête Agreste du ministère de l’Agriculture, est de cinq en 2010. Il était de sept en 2000, de quatre en 1988. Au début du XXIe siècle, ces exploitants sont essentiellement tournés vers l’élevage ovin et bovin. De 1988 à 2000, la surface agricole utile (SAU) a fortement augmenté, de 108 ha à 352 ha. La SAU a légèrement diminué lors de la dernière décennie, à 293 ha.

### Industrie
Fin 2010, le secteur secondaire (industrie et construction) comptait cinq établissements, employant onze salariés.

### Activités de service
Fin 2010, le secteur tertiaire (commerces, services) comptait cinq établissements (avec trois emplois salariés), auxquels s’ajoutent les dix établissements du secteur administratif (regroupé avec le secteur sanitaire et social et l’enseignement), salariant treize personnes.
D'après l’Observatoire départemental du tourisme, la fonction touristique est moyennement importante pour la commune, avec entre un et cinq touristes accueillis par habitant, l’essentiel de la capacité d'hébergement étant non-marchande. Les structures d’hébergement à finalité touristique sont rares dans la commune :
- des meublés non-labellisés[62] ;
- des hébergements collectifs, dont un gîte d’étape[63].

Les résidences secondaires apportent un complément à la capacité d’accueil : au nombre de 93, elles représentent 41 % des logements. Parmi les résidences secondaires, 14 possèdent plus d’un logement,.

## Politique et administration

### Liste des maires

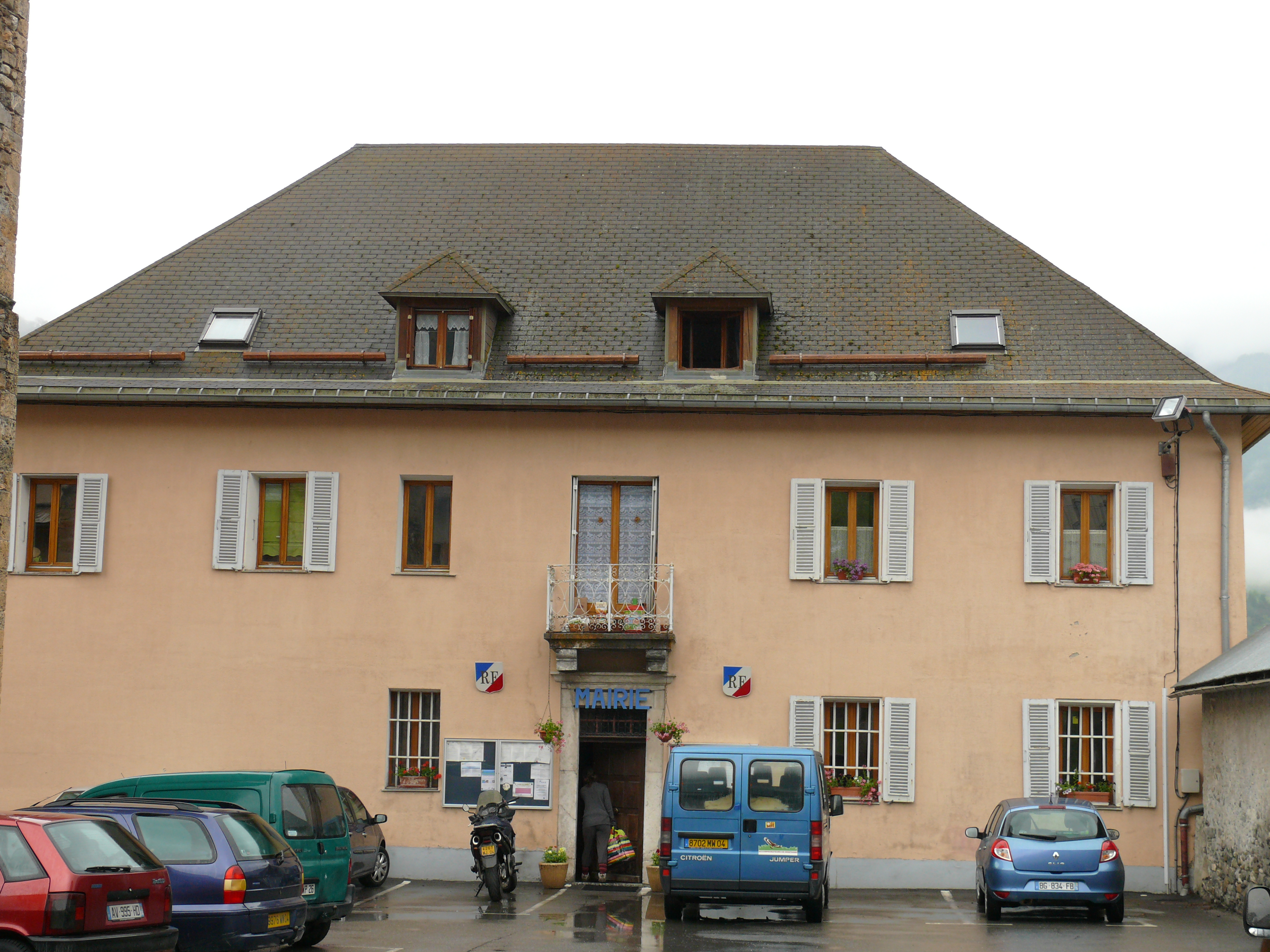
Mairie.

| Période                                  | Période       | Identité                     | Étiquette | Qualité |
| ---------------------------------------- | ------------- | ---------------------------- | --------- | ------- |
| 1800                                     | 1812          | Pierre André Jaubert d'Oriac |           |         |
| mai 1945                                 |               | Marius Manuel                |           |         |
|                                          |               |                              |           |         |
| 1977                                     | 2001          | Léon Manuel                  |           |         |
| mars 2001                                | mars 2008     | Louis Hatier,                |           |         |
| mars 2008                                | mars 2014     | Patrice Bague                |           |         |
| mars 2008                                | décembre 2016 | Michel Longeron              | DVD       |         |
| février 2017                             | 18 mai 2020   | Michel Deloince              |           |         |
| 3 juillet 2020                           | En cours      | Hélène Garcier               |           |         |
| Les données manquantes sont à compléter. |               |                              |           |         |

### Intercommunalité
Faucon-de-Barcelonnette fait partie: 
- de 1993 à 2016 de la communauté de communes Vallée de l'Ubaye ;
- à partir du 1er janvier 2017, de la communauté de communes Vallée de l'Ubaye Serre-Ponçon.

### Fusion
La fusion avec Jausiers est à l'étude. Un moment prévue pour le 1er janvier 2019, elle n’est plus envisagée.

## Démographie
L'évolution du nombre d'habitants est connue à travers les recensements de la population effectués dans la commune depuis 1793. Pour les communes de moins de 10 000 habitants, une enquête de recensement portant sur toute la population est réalisée tous les cinq ans, les populations de référence des années intermédiaires étant quant à elles estimées par interpolation ou extrapolation. Pour la commune, le premier recensement exhaustif entrant dans le cadre du nouveau dispositif a été réalisé en 2005.

En 2022, la commune comptait 293 habitants, en évolution de −3,62 % par rapport à 2016 (Alpes-de-Haute-Provence : +2,84 %, France hors Mayotte : +2,11 %).
| 1793 | 1800 | 1806 | 1821 | 1831 | 1836 | 1841 | 1846 | 1851 |
| ---- | ---- | ---- | ---- | ---- | ---- | ---- | ---- | ---- |
| 530  | 483  | 519  | 444  | 504  | 559  | 542  | 515  | 458  |

| 1856 | 1861 | 1866 | 1872 | 1876 | 1881 | 1886 | 1891 | 1896 |
| ---- | ---- | ---- | ---- | ---- | ---- | ---- | ---- | ---- |
| 458  | 445  | 414  | 408  | 392  | 417  | 443  | 408  | 359  |

| 1901 | 1906 | 1911 | 1921 | 1926 | 1931 | 1936 | 1946 | 1954 |
| ---- | ---- | ---- | ---- | ---- | ---- | ---- | ---- | ---- |
| 327  | 291  | 286  | 242  | 214  | 191  | 180  | 162  | 174  |

| 1962 | 1968 | 1975 | 1982 | 1990 | 1999 | 2005 | 2006 | 2010 |
| ---- | ---- | ---- | ---- | ---- | ---- | ---- | ---- | ---- |
| 144  | 153  | 128  | 113  | 199  | 208  | 293  | 296  | 303  |

| 2015 | 2020 | 2022 | - | - | - | - | - | - |
| ---- | ---- | ---- | - | - | - | - | - | - |
| 303  | 295  | 293  | - | - | - | - | - | - |

L’histoire démographique de Faucon-de-Barcelonnette est marquée par une période d’« étale » où la population reste stable à un niveau élevé. Cette période dure de 1806 à 1846. L’exode rural provoque ensuite un mouvement de baisse de la population, qui plus est un mouvement de longue durée. En 1911, la commune enregistre la perte de plus de la moitié de sa population (par rapport au maximum historique). Le mouvement de baisse s'interrompt dès les années 1980. Depuis, la population a plus que doublé, dépassant les trois cents habitants, soit plus de la moitié de son maximum historique.

## Lieux et monuments

### Édifices et monuments civils
- Tour de l'Horloge: contiguë à la mairie et l'ancienne chapelle des pénitents. Elle est classée au titre des monuments historiques en 1913.

### Édifices et monuments religieux
Les religieux à Faucon ont une longue histoire : résidence de l'évêque, ordre Chalaisien et ordre Trinitaire.

#### L’égliseparoissiale
Elle est placée sous le vocable de Saint-Étienne et sous le patronage de l’Assomption de la Vierge, est construite pour la première fois au XIe siècle, puis reconstruite au XVIIe siècle : ses collatéraux mêlent moellons et pierre de taille. Entre les collatéraux et la nef, les arcades sont en plein cintre. Assez exceptionnellement dans le style roman alpin, le mur nord est percé de quatre baies très étroites, qui s’apparentent à des meurtrières. Son abside est en cul-de-four . Le clocher est isolé au milieu du village, et est percé de baies triples, sur le même mode des baies géminées, mais avec deux colonnes. Enfin, le clocher est surmonté d’un campanile octogonal ouvert par huit baies en plein cintre ; de style roman, elle doit être une reconstruction du XVIe siècle imitant le clocher précédent selon Raymond Collier. Selon la DRAC, les 20 premiers mètres sont gallo-romains : la tour servait à faire des signaux. Elle est ensuite incorporée au couvent des bénédictins, qui la transforment en clocher en ajoutant le campanile et une flèche de charpente, en pierre depuis 1858. L’église abrite un couvercle de sarcophage de pierre, taillé en forme de toit. D’époque gallo-romaine, il aurait été réutilisé pour le tombeau de saint Jean de Matha. Il est classé. Sur l’église, un cadran solaire savant date de 1878 et porte la légende « Hac rite utendo extremam para faustam » (en latin : En utilisant comme il convient l’heure présente, prépare-toi une fin heureuse). Il porte les coordonnées du lieu, l’écart avec l’heure de Paris, l’altitude. Surtout, ses couleurs mêlent le bleu et le violet, ce qui est rare.

#### CouventTrinitaires(sauvetage des captifs)

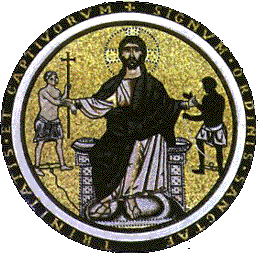
Mosaïque dans le cœur du couvent

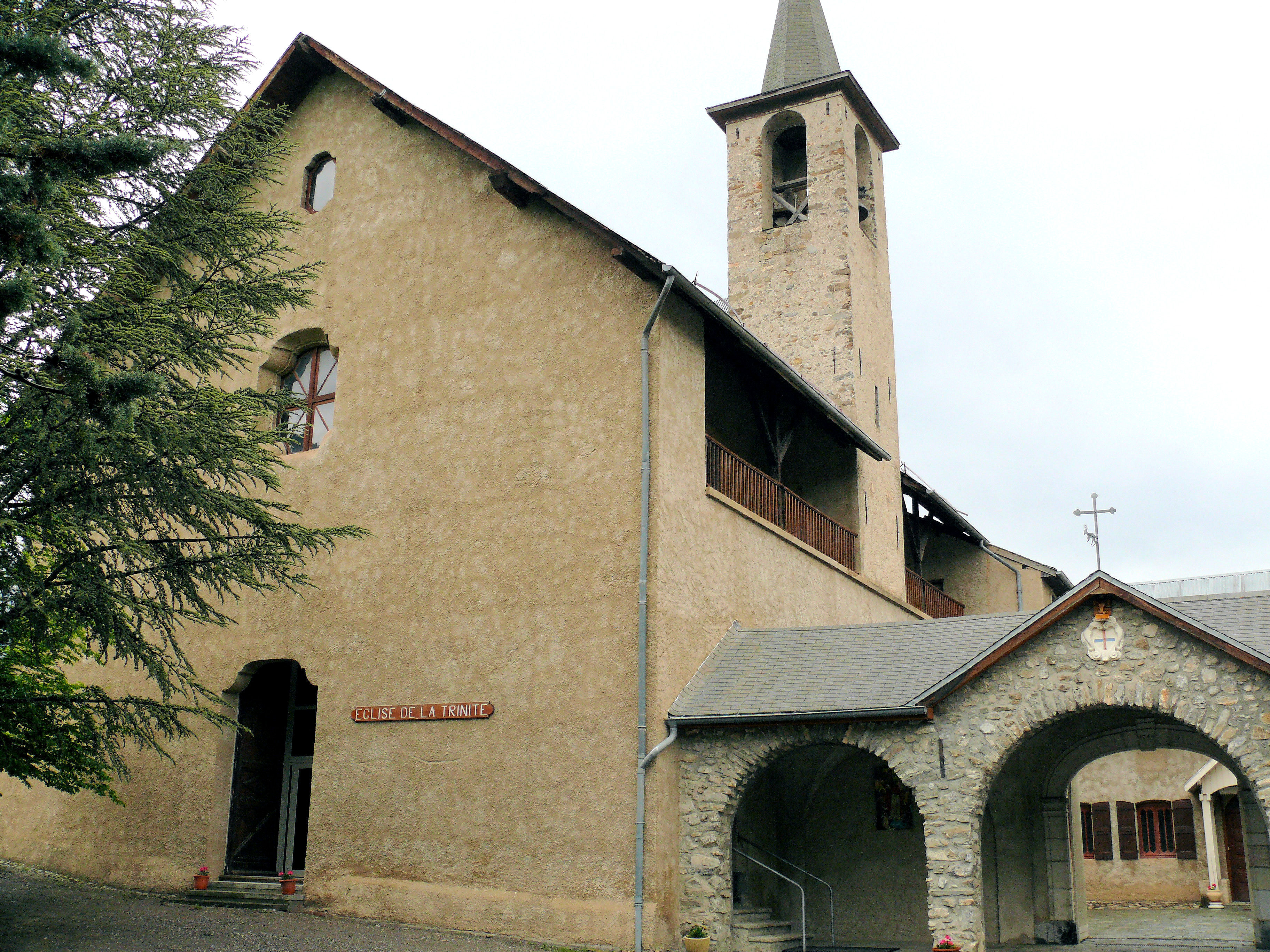
Couvent trinitaire

En 1993, la société d'étude Sabença de la Valeia avec Jean-Albert Caire, ont publié un résumé de 20 pages du point de vue local sur ce saint. Un document qui fait partie de son fonds en libre accès sur internet.
Cet ordre monastique très ancien émerge à la période des croisades. La vocation du fondateur pourrait avoir son origine dans la souffrance de familles amies éprouvées, côtoyées pendant sa jeunesse, confrontées à l'absence d'un parent captif. Un élément marquant de l'inspiration fondatrice originelle oriente vers l'universalité de la charismatique mission de libération de tous les captifs, sans distinction d'origine religieuse ou ethnique. Après les débuts en 1194, c'est en 1198 que le pape encourage cette équipe fraternelle. Voilà donc un ordre monastique assez singulier : des vies monastiques très évangéliques, sur les routes et au contact de populations de culture complètement différente.
Le lien avec l'Ubaye prit corps cinq siècles plus tard, seulement en 1666, à la faveur de la canonisation du fondateur, saint Jean de Matha, né là, le 23 juin 1160 et mort à Rome le 17 décembre 1213. Une implantation de l'ordre fut alors décidée, là en Ubaye. Beaucoup de bouleversements précédents s'étaient donc déroulés par là. Pour la population locale, cela fut même un peu une surprise car les liens étaient très distendus. En effet d'origine ibérique, la famille de Jean de Matha, avait été anoblie et avait reçu ce fief des mains du Comte de Provence avant même la création de la ville de Barcelonnette. Rapidement son père avait confié le domaine en fermage.
Les débuts de l'implantation trinitaire à Faucon furent entravés par des chicaneries fraternelles. En effet la famille des frères Dominicains dominait la dynamique chrétienne de la vallée et s'opposait discrètement à cette poussée trinitaire. La crainte qu'ils leur fassent de l'ombre a poussé le pape à des actions concertées de l'évêque d'Embrun et du supérieur général de l'ordre dominicain afin de permettre cette installation. Ce monastère fut occupé par des frères, de manière assez continue. L'établissement actuel est assez sobre. Il ne laisse pas imaginer au premier regard l’œuvre trinitaire internationale et mondiale.
Une controverse tenace, étayée par des recherches, porte sur l'hypothèse d'une erreur supposée de ville de naissance du fondateur qui aurait été Faucon-du-Caire. Des arguments assez pertinents sont avancés, auxquels s'opposent aussi une nette cohérence pour l'Ubaye. En effet, la fusion entre le territoire et les comtes de Provence, Raimond-Bérenger IV de Provence, est nette. Ils ont marqué de leur culture l'Ubaye. Ils aboutissent facilement à la fondation de la ville de Barcelonnette. Exemple de l'apparition de l'hydronyme du territoire Ubaye. Ces comtes de Provence ont favorisé et encouragé les implantations des autres ordres monastiques de cette époque en Provence : Hospitaliers et Templiers. Le père de Jean de Matha se serait illustré à leurs côtés, face aux Sarrasins. C'est la tradition orale des frères trinitaires, ayant gardé en mémoire ce lieu de naissance, qui a fondé leur venue en Ubaye.
Approfondir sur internet: Sur le site de l’évêché ; Sur un des sites trinitaires.

#### Chapelle des pénitents
Elle date de 1690. Elle est proche du clocher campanile, fut transformé en salle des fêtes et maintenant utilisée pour cette fonction.  

#### D'autres chapelles
Certaines étaient des succursales de la paroisse :
- chapelle Saint-Jean au hameau de Saint-Flavi, ancienne succursale[41] ;
- chapelle Sainte-Anne au hameau du Bourget[41] ;
- chapelle à Bouzoulières[41] ;
- chapelle domestique au Châtelaret[41] ;
- la carte IGN signale encore deux chapelles au bourg, dont la chapelle des Pénitents qui fut l’église des chalaisiens[84].

Monuments de Faucon-de-Barcelonnette.
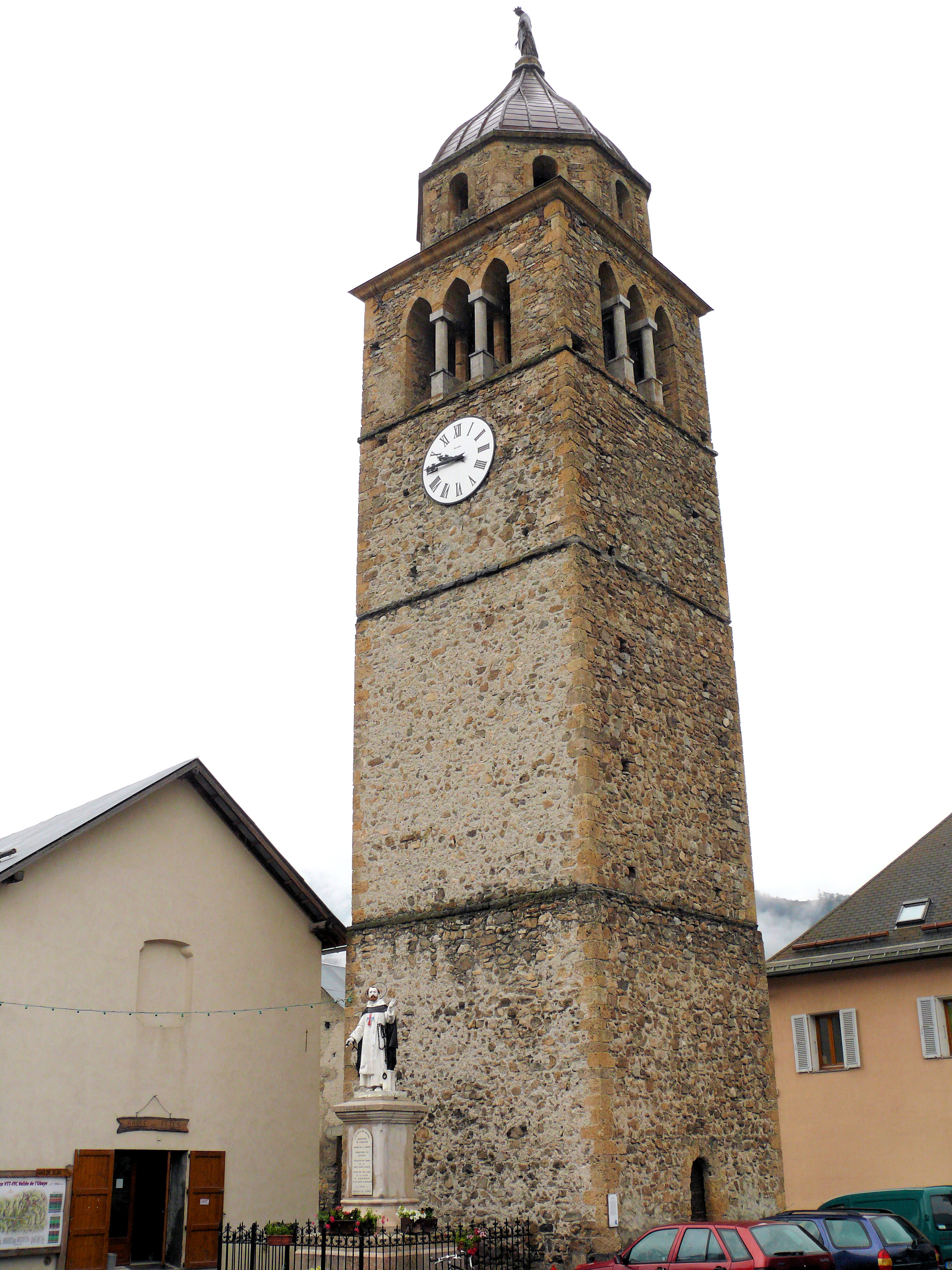
Tour de l'Horloge.
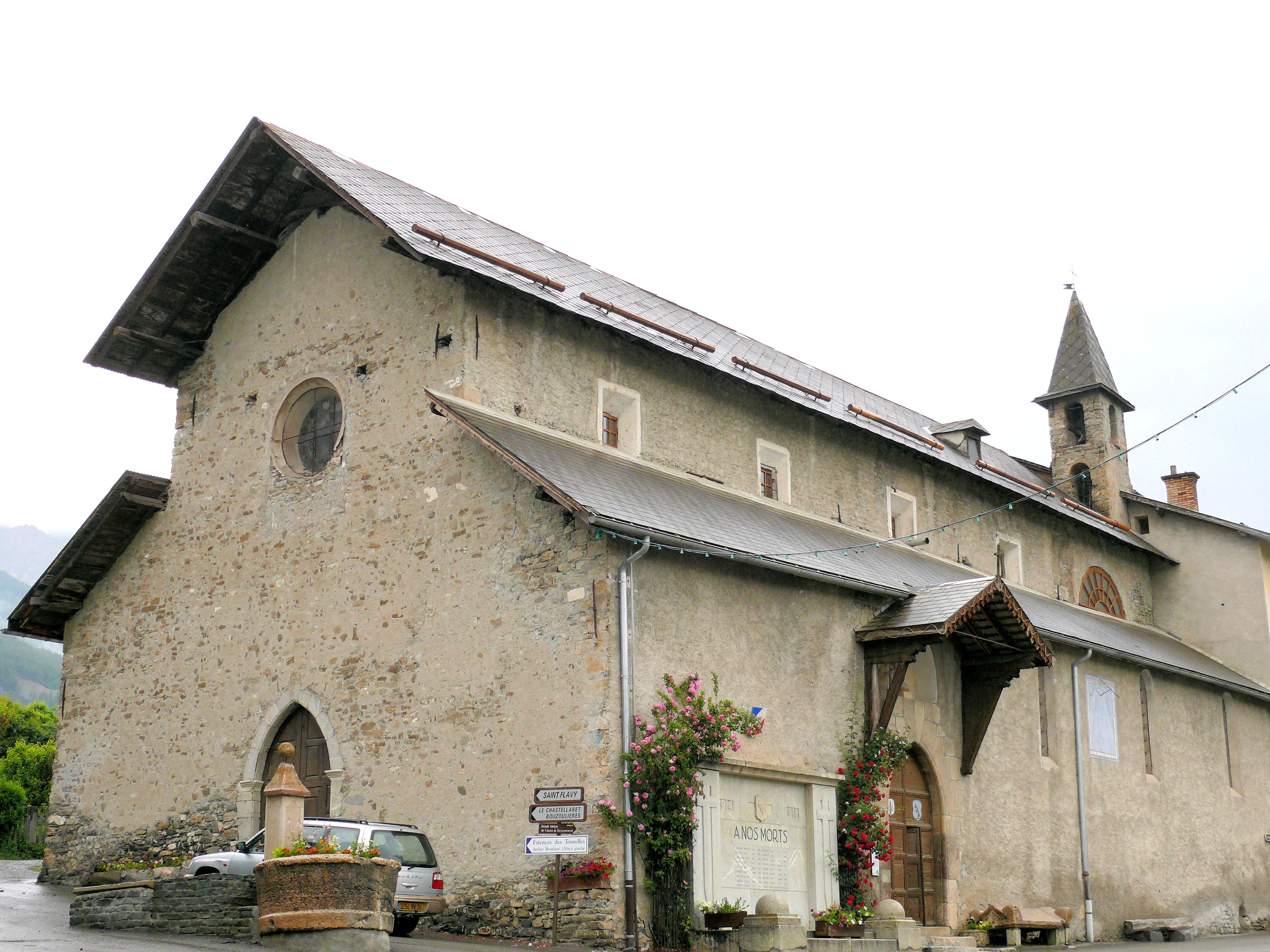
Église Saint-Étienne.
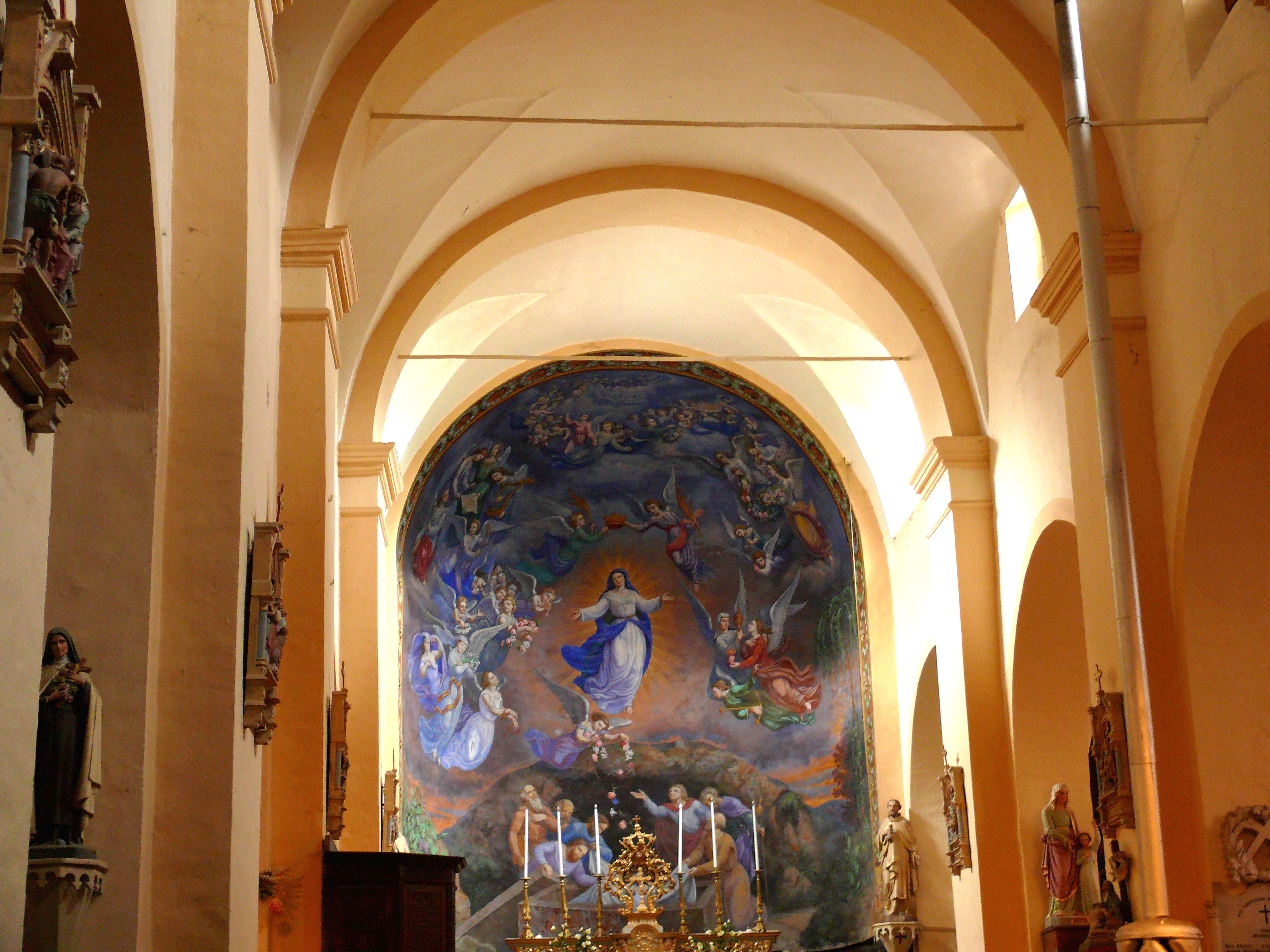
Nef de l'église Saint-Étienne.
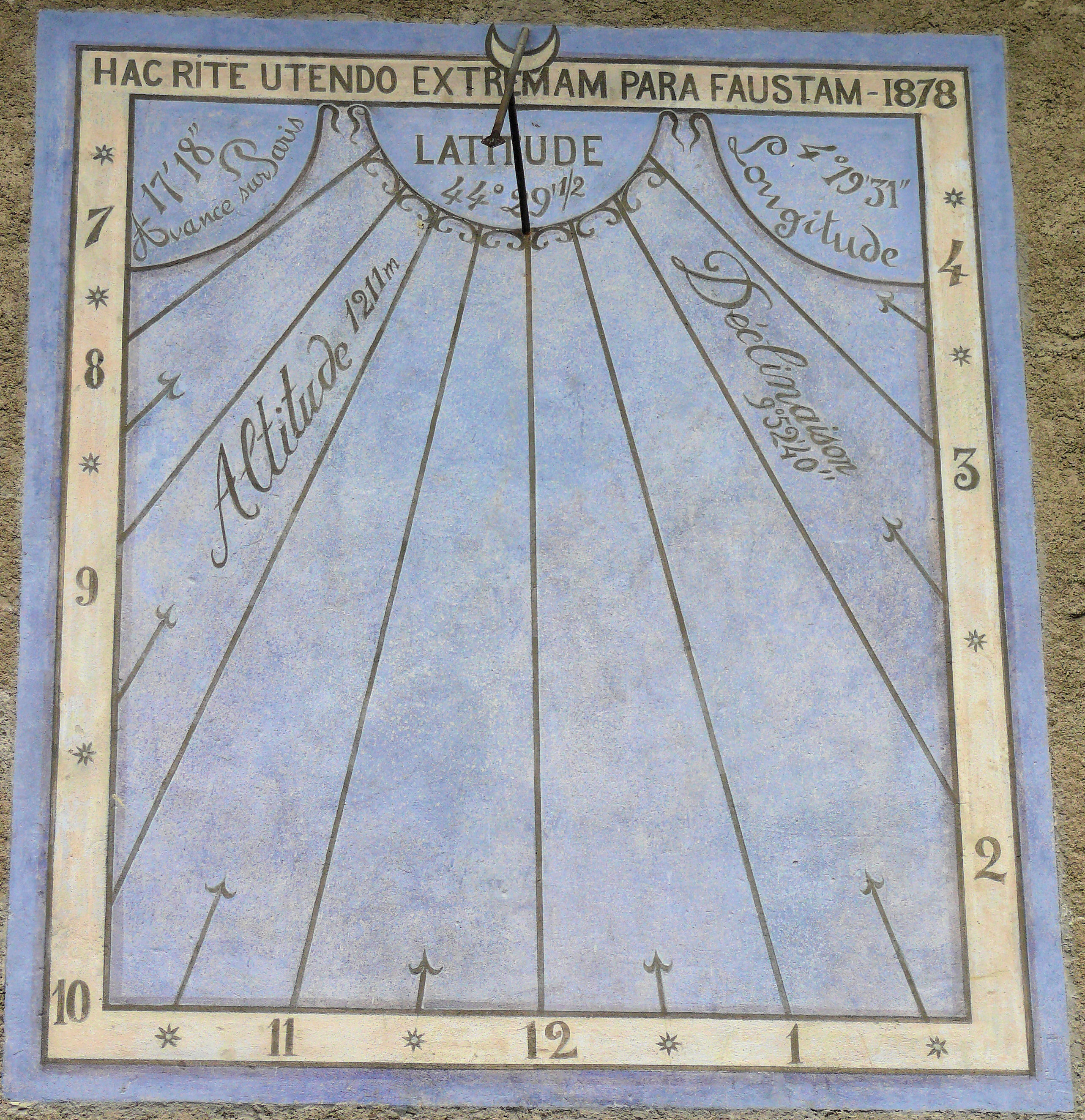
Cadran solaire de l'église Saint-Étienne.
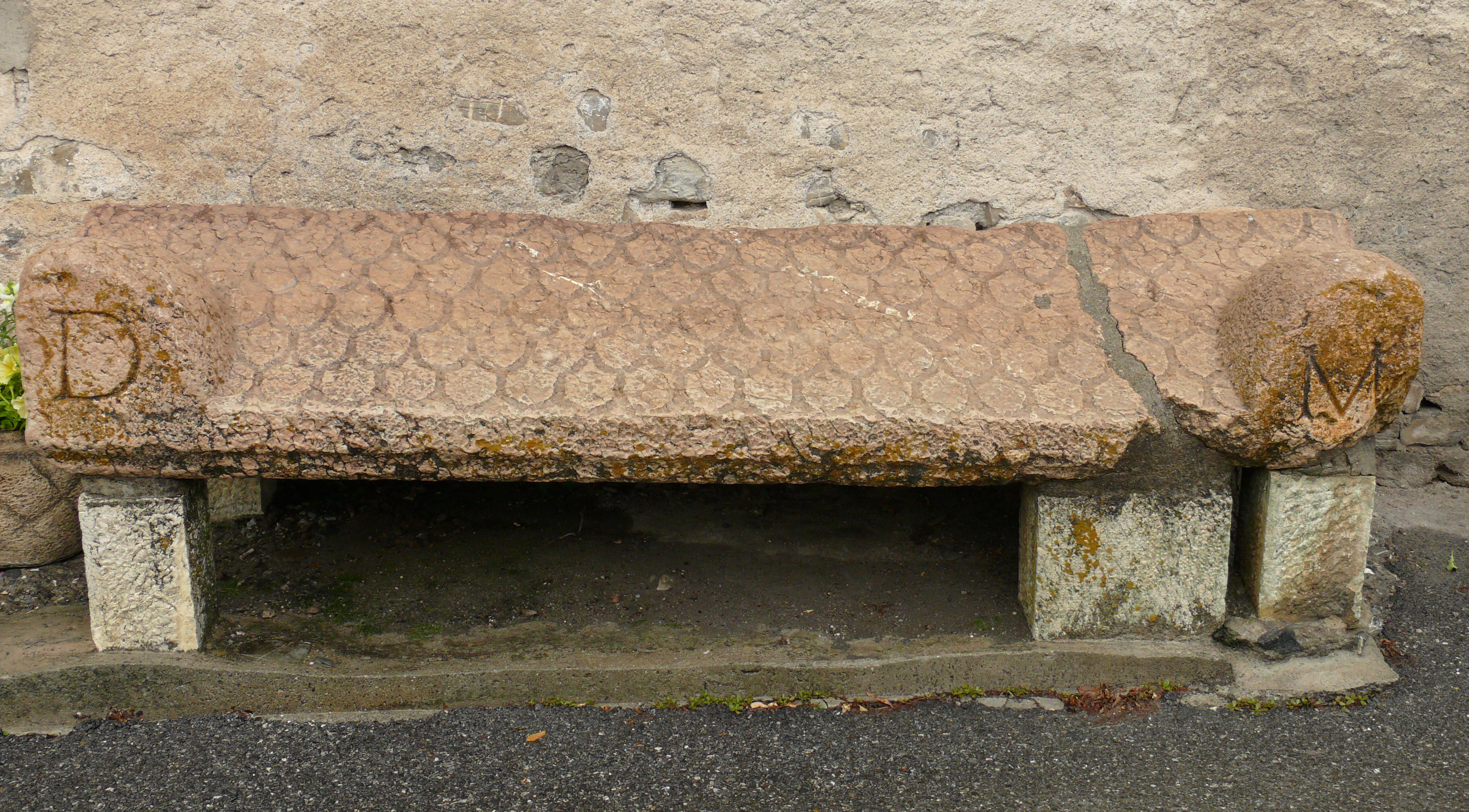
Couvercle d'un sarcophage de l’Antiquité tardive devant l'église Saint-Étienne.

## Personnalités liées à la commune
- Saint Jean de Matha, fondateur de l'ordre des Trinitaires, né à Faucon le 23 juin 1160 (certains pensent qu'il est né à Faucon-du-Caire).